# Edenílson
Edenílson Andrade dos Santos (* 18. Dezember 1989 in Porto Alegre) ist ein brasilianischer Fußballspieler.

## Karriere

### Verein
Im Mai 2014 wechselte er von SER Caxias do Sul zu Corinthians. Mit diesen wurde er nationaler Meister, Gewinner der Copa Libertadores, Recopa-Sudamericana-Sieger und FIFA-Klub-Weltmeister. Bei der Klub-WM wurde er jedoch nicht einmal eingesetzt. Für 3,5 Mio. € wechselte er schließlich zur Saison 2014/15 zu Udinese Calcio. Im August verliehen diese ihn direkt weiter zum CFC Genua, für den Rest der Spielzeit. Im August 2016 wurde er bis März 2017 noch einmal nach Genua verliehen. Nach dem Ende dieser Leihe ging es per erneutem Gastspiel für ihn zurück nach Brasilien, wo er nun für SC Internacional spielte. Diese übernahmen ihn im europäischen Sommertransferfenster nach der dortigen Saison 2017/18 dann auch fest für eine Ablöse für 1,7 Mio. €.

### Nationalmannschaft
Sein Debüt in der brasilianischen Nationalmannschaft hatte er am 9. September 2021 bei einem 2:0-Sieg über Peru während der Qualifikation für die Weltmeisterschaft 2022. Hier wurde er in der 84. Minute für Gerson eingewechselt.

## Erfolge
Corinthians
- Campeonato Brasileiro de Futebol: 2011
- Copa Libertadores: 2012
- FIFA-Klub-Weltmeisterschaft: 2012
- Staatsmeisterschaft von São Paulo: 2013
- Recopa Sudamericana: 2013

Atlético Mineiro
- Staatsmeisterschaft von Minas Gerais: 2023, 2024